# Timirjazevskaja (stanice monorailu v Moskvě)
Timirjazevskaja (rusky Тимирязевская) je stanice na moskevském monorailu. Je nazvána podle stejnojmenné stanice metra, která je odsud 50 metrů vzdálena a na kterou mají cestující k dispozici bezplatný přestup. Dále mohou cestující přestoupit na stejně vzdálenou stejnojmennou železniční zastávku, která je obsluhována linkou MCD-1. Jedná se o západní konečnou linky moskevského monorailu.

## Charakter stanice
Stanice Timirjazevskaja se nachází ve čtvrti Butyrskij rajon (Бутырский район) v Severovýchodním administrativním okruhu západně od křížení ulic Jabločkova (Улица Яблочкова) a Fonvizina (Улица Фонвизина) 
Stanice má jeden vestibul na západní straně nástupiště, který je vybaven dvěma pokladnami, čtyřmi vstupními turnikety (z toho jeden speciální u obsluhy a jeden zavazadlový) a dvěma výstupními turnikety (z toho jeden zavazadlový). Na spodní úrovni stanice se nachází služební prostory. Ve vestibulu je stanice první pomoci. Na východní straně stanice jsou samostatné vstupy do bezbariérového výtahu a požárního schodiště. Vestibul je s nástupištěm propojen třemi eskalátory. Nástupiště je chráněno před srážkami trojklenutou kovovou střechou, která je podepřena šesti páry sloupů podél osy stanice.